# Susanna!
Susanna! (Bringing Up Baby) è un film del 1938 diretto da Howard Hawks.
La sceneggiatura si basa su Bringing Up Baby di Hagar Wilde, un racconto pubblicato su Collier's il 10 aprile 1937.

## Trama

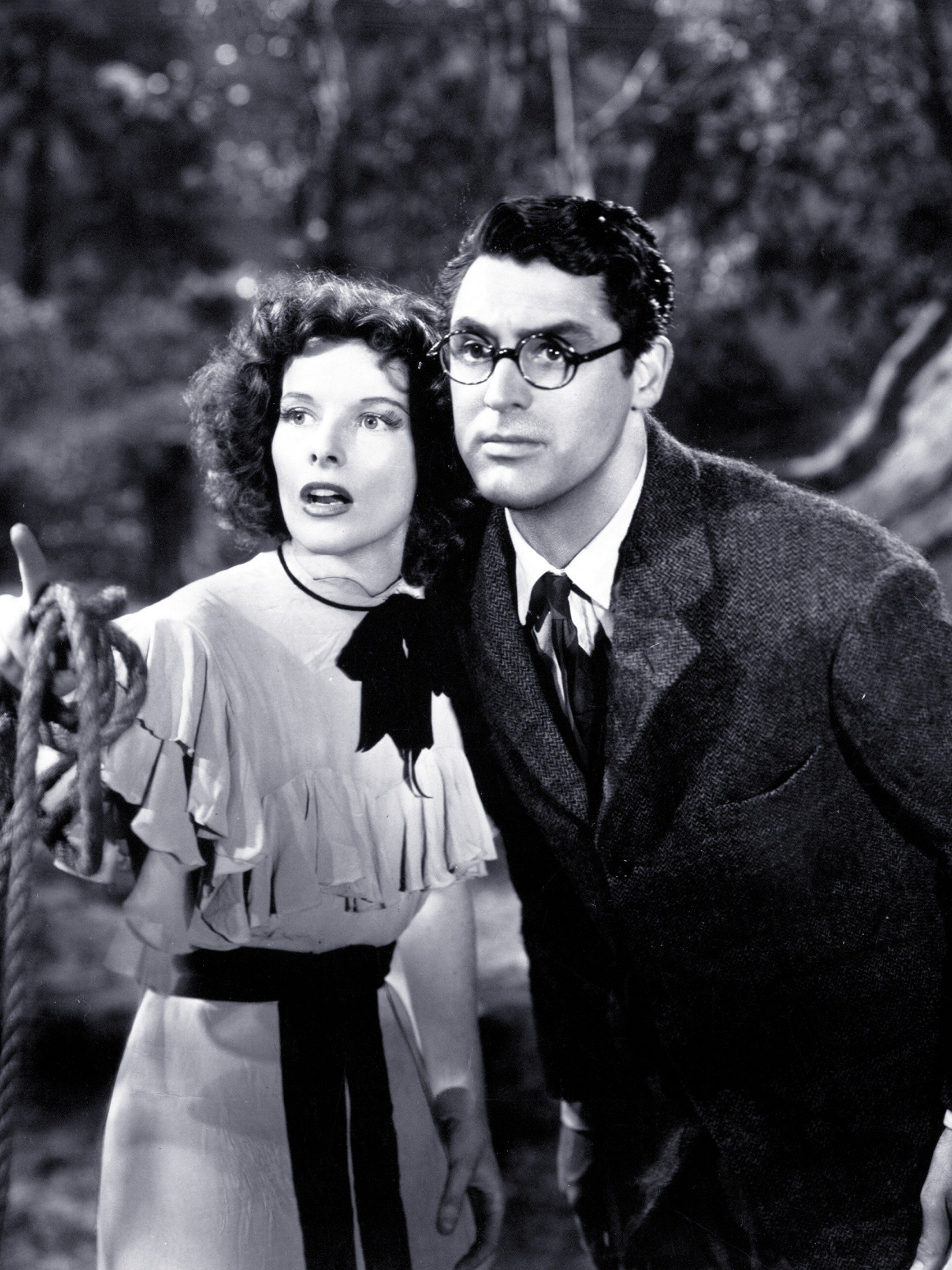
Katharine Hepburn e Cary Grant alla ricerca di Baby

Il paleontologo professor David Huxley, intento da anni alla ricostruzione di un brontosauro e vicino alla conclusione dell'impresa, il giorno prima di sposare la sua segretaria incontra casualmente l'ereditiera Susan Vance, stravagante e capricciosa, che gli causa una lunga serie di guai fino a portarlo all'inseguimento di un leopardo chiamato Baby. Una serie di equivoci porterà David a essere ritenuto strampalato dalle persone dalle quali cerca di ottenere appoggio economico. I due finiscono con innamorarsi ma distruggono in modo accidentale il brontosauro, ancora una volta a causa di Susan.

## Produzione
Le riprese del film, prodotto dalla RKO Radio Pictures, durarono dal 23 settembre 1937 al 6 gennaio 1938.

## Distribuzione
Il film venne presentato in prima a San Francisco il 16 febbraio 1938, uscendo due giorni dopo in distribuzione nelle sale cinematografiche statunitensi.

## Doppiaggio

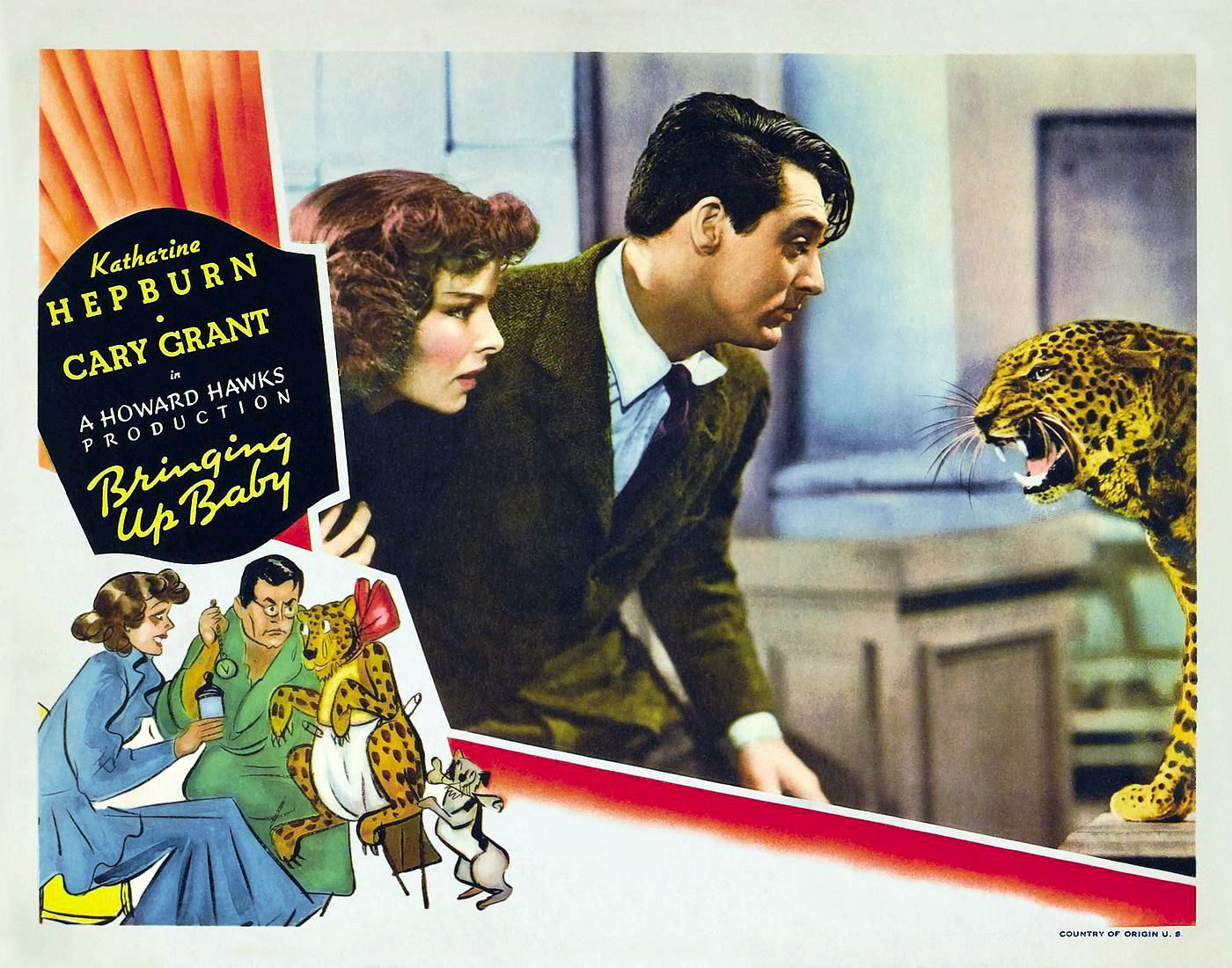
Poster del film

Fu il primo film in cui la parola gay venne pronunciata con riferimento all'omosessualità: infatti il termine viene usato in una frase pronunciata da Cary Grant nella versione inglese, quando è costretto a indossare un negligé. Alla richiesta del perché sia così abbigliato risponde: «Because I just went gay all of a sudden!» («Perché sono diventato improvvisamente gay!»). La frase non è presente nella sceneggiatura originale e venne probabilmente improvvisata durante le riprese. Il termine gay riuscì a passare «probabilmente perché i censori non lo sentirono o non ne compresero le connotazioni sessuali». 
Nel ridoppiaggio italiano, il dialoghista Franco Dal Cer traduce la parola con "pazzo".
Nello stesso ridoppiaggio viene nominato Paperon de' Paperoni, personaggio creato da Carl Barks 9 anni dopo la data di uscita del film.

## Accoglienza
La pellicola fu un insuccesso al botteghino e per questo Howard Hawks non fu confermato alla regia del successivo film della RKO Pictures, società produttrice. Nel tempo però ha acquisito più attenzione ed è ora considerato un classico, fra le migliori commedie del cinema narrativo classico.
(Georges Sadoul)

## Riconoscimenti
Nel 1990, il film è stato scelto per la conservazione nel National Film Registry della Biblioteca del Congresso degli Stati Uniti. Nel 1998 l'American Film Institute l'ha inserito al novantasettesimo posto della classifica dei migliori cento film statunitensi di tutti i tempi, mentre dieci anni dopo, nella lista aggiornata, è salito all'ottantottesimo posto. Nel 2000 l'American Film Institute lo ha inserito al quattordicesimo posto nella classifica delle cento migliori commedie americane di tutti i tempi.

## Omaggi e citazioni
La scena dell'abito strappato della Hepburn durante la cena al ristorante e della camminata sincronizzata è stata successivamente copiata nel film Cominciò con un bacio del 1959 e ripresa dallo stesso Howard Hawks nel suo Lo sport preferito dall'uomo del 1964.